# Jelenica
Jelenica (468 m n.p.m.) – szczyt w masywie Małej Czantorii w Beskidzie Śląskim. Znajduje się w zakończeniu jej północno-wschodniego grzbietu opadającego na Pogórze Śląskie.
Jelenica jest porośnięta lasem, ale dolna część jej stoków jest bezleśna, znajdują się na nich zabudowania miasta Ustroń (osiedla Brzegi, Krzywonek i Królów). Południowo-zachodnie i zachodnie podnóża opadają do potoku Młynówka Ustrońska (także Potok Bładniczka).
U podnóży Jelenicy aż do 1889 roku wydobywano rudę żelaza przetapianą następnie w hucie w Ustroniu. U północnych podnóży Jelenicy, oraz pomiędzy Jelenicą a Kopieńcem, przed II wojną światową działały prywatne wapienniki, w których wypalano wapno budowlane z wapieni wydobywanych w dwóch kamieniołomach. Po wojnie przejęty przez państwo zakład działał jeszcze do 1975 r., a jeden z wapienników jeszcze stoi.
Na południowych stokach Jelenicy Pod Budzinem jest najstarsze w Ustroniu źródło wody mineralnej „Budzigłód”. Znane było już w XIX wieku, a w 1961 r. wybudowano pobierającą z tego źródła wodę Wytwórnię Wód Gazowanych „Czantoria”. Obecnie jest ona częścią większej Wytwórni Naturalnych Wód Mineralnych „Ustronianka”, znajdującą się w górze doliny potoku Bładniczka.

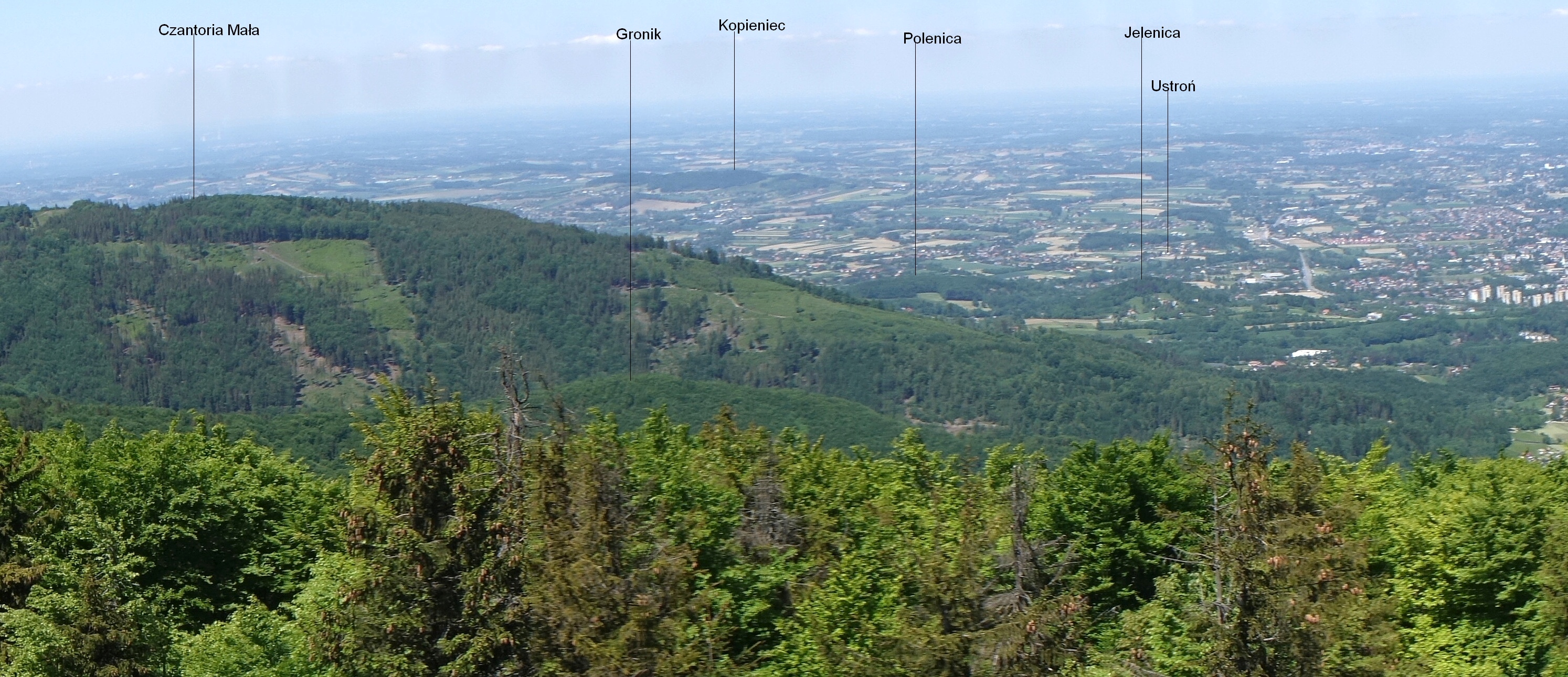
Widok z Czantorii Wielkiej